# 80分鐘死亡直播
《80分鐘死亡直播》（西班牙語：Rec）是一部西班牙的恐怖電影，由曼奴拉·沃拉斯科主演。本片是以第一人稱敘事手法拍攝的，即以偽紀錄片手法拍攝。本片於2007年在西班牙上映，其後相繼在世界各地上映。於2008年，美國上映了荷里活重拍版，名為《隔離區》（台譯：《死亡直播》）。

## 故事概要
電視台的一個深夜節目的記者安琪拉（Angela Vidal）專門領隊採訪一些入夜卻仍然在上班的工作者，某日安琪拉和一個攝影師（Pablo）採訪在消防局工作的消防員夜間的工作和生活，碰巧消防員們接獲一宗某大廈發生有人受傷的案件，於是安琪拉他們便跟隨消防員一起到那個大廈去，一起探索這件案件的事情。
來到大廈後，由兩名警官帶領眾人來到求助者家的門前，她是一個中年婦人。當大家來到準備送她到醫院時，她卻突然發狂咬了一名警官的脖子，口吐血絲。受傷的警官準備被抬出救傷車送往醫院，安琪拉跟攝影師亦感到十分不安，於是亦準備走出大廈，可是大廈已遭政府隔離，所有出口已被警方重重包圍，若試圖逃離大廈的話，便會遭警方開槍射擊。這個深夜間，病毒傳染得十分的快，大多住客被病毒感染，四處咬人，開始展開人與喪屍的困獸鬥。
為了逃離大廈，安琪拉和攝影師走到頂樓房間找鑰匙，亦發現一間密封房間裡貼了很多剪報，得悉病毒的源頭，而傳染病毒的源頭（Nina Mediros）亦在那個房間中，源頭帶菌者亦不斷追殺他們。
攝影師為了讓安琪拉逃走而被殺死，安琪拉折返時卻發現攝影師慘死及被咬而尖叫，源頭帶菌者把追殺目標轉為安琪拉。安琪拉拼命逃走卻不慎跌倒在地上，當她想拿回在地上錄影中的攝影機時，卻被源頭帶菌者發現，安琪拉尖叫著並被源頭帶菌者拖入一片黑暗中，生死未卜……

## 續集及相關作品
2008時本片被美國買下版權拍成荷里活翻拍版《隔離區》（Quarantine），由珍妮佛卡本特主演，同年在美國上映，其後該片相繼在世界各地上映。
- 《死亡直播》（2008）（美版）

在2009年時推出續集《死亡录像2》（REC 2），由同兩位導演們執導
。
- 《錄到鬼2：屍控》（2009）
- 《錄到鬼3：腥嫁娘》（2012）
- 《錄到鬼4：末世錄》（2014）

## 外部連結
- 互联网电影数据库（IMDb）上《80分鐘死亡直播》的资料（英文）
- 爛番茄上《80分鐘死亡直播》的資料（英文）
- AllMovie上《80分鐘死亡直播》的资料（英文）
- Yahoo奇摩電影上《80分鐘死亡直播》的資料（繁體中文）